# Исиоло
Исиоло (англ. Isiolo) — город в Восточной провинции Кении, на небольшой одноимённой реке, правом притоке Эвасо-Нгиро (бассейн Джуббы), основной водной артерии региона.
Административный центр одноимённого округа. Расположен в верхне-восточном субрегионе, в 285 км к северу от столицы страны, Найроби и к югу от национального заповедника Самбуру. Высота города над уровнем моря составляет 1145 м. Через Исиоло проходит автомобильная дорога A2 — участок трансафриканского Шоссе Каир-Кейптаун, идущего в Марсабит и далее на север — в Эфиопию. Имеется аэропорт.
Город вырос вокруг местных военных лагерей времён Первой мировой войны. Часть населения является потомками сомалийских солдат, которые воевали в Первой мировой войне. В городе проживают представители множества народов, говорящих как на нигеро-конголезских и нило-сахарских (мера, самбуру, туркана), так и на кушитских (рендилле и боран) языках. Население города по данным на 2010 год составляет 35 411 человек; население города с пригородами превышает 80 000 человек. Большая часть населения исповедует ислам; в Исиоло имеется несколько мечетей.